# Malotwana Siding
Malotwana Siding is een dorp in het district Kgatleng in Botswana. De plaats telt 608 inwoners (2011).